# Shen Jingdong

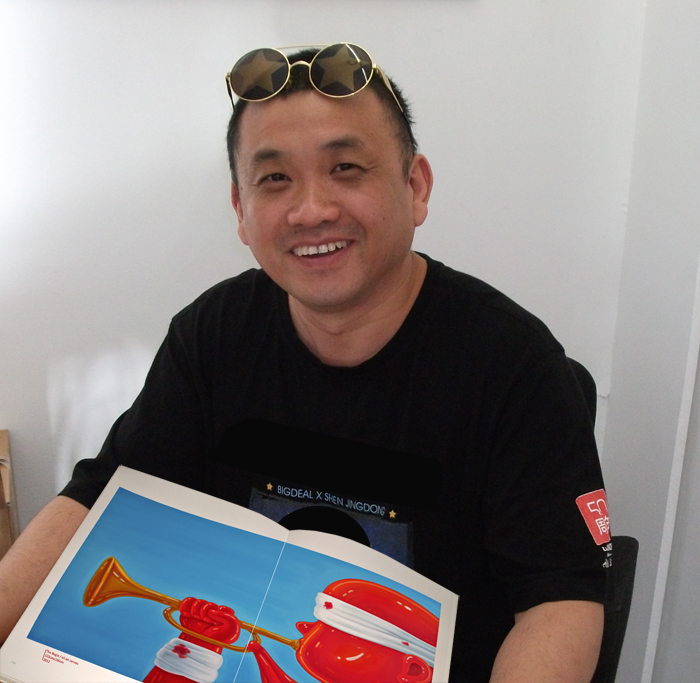
沈敬东 Shen Jingdong

Shen Jingdong (chinesisch 沈敬东, Pinyin Jìngdōng, * 1965 in Nanjing, China) ist ein zeitgenössischer chinesischer Künstler. Er lebt in Peking.
Er studierte Bildende Kunst an der Nanjing Xiaozhuang Hochschule und der Nanjing Akademie der Kunst. Nach seinem Studium war er in einer Theatergruppe der chinesischen Armee bis 2007.